# Leila Toubel
Pour les articles homonymes, voir Leila.
Leila Toubel (/ˈlɛj.la tuˈbɛl/ ; arabe : ليلى طوبال ), originaire de Hammam Lif, est une militante et femme de théâtre, auteur, comédienne et dramaturge tunisienne.
Elle est considérée comme l'une des figures du théâtre tunisien,.

## Biographie
Originaire de Hammam Lif, Leila Toubel écrit dès son plus jeune âge poèmes et nouvelles. À partir de ses treize ans, elle fait du théâtre dans le cadre scolaire et assiste aux représentations de la troupe d'Aly Ben Ayed, la passion du théâtre ne la quittera dès lors plus. À l'occasion d'une audition au Centre de formation internationale arabo-africain du théâtre El Hamra de Tunis, en 1990, sa rencontre avec Ezzedine Gannoun lance véritablement sa carrière professionnelle. Gannoun dirige le théâtre El Hamra avec entre autres Toubel.
Entre 2000 et 2010, elle effectue une pause artistique, Toubel indiquant qu'elle avait besoin de comprendre ce qu'elle était et ce qu'elle pouvait être sur scène.
Après avoir dirigé le Festival international de Boukornine de 2011 à 2012,, elle démissionne en juin 2013 pour dénoncer les pressions de la Ligue de protection de la révolution sur le festival,.
Après 25 années au sein du théâtre El Hamra, Leila Toubel quitte ses fonctions en juin 2014,.
En août 2017, Leila Toubel est membre du jury du Festival international du film amateur de Kélibia dans la section « compétition internationale ».
Elle fait ses adieux à la scène en tant que comédienne le 13 août 2022 après avoir donné Yakouta, son dernier monodrame, au Festival international de Carthage. Elle assure cependant continuer d'écrire et de soutenir des jeunes artistes à travers son projet Dream's Chebeb.
En 2022, Leila Toubel préside le jury de la compétition officielle des Journées théâtrales de Carthage,,

### Relation à l'écriture
Lors d'une rencontre à la Foire internationale du livre de Tunis (ar) en 2018, Leila Toubel s'exprime au sujet de sa relation à l'écriture, la qualifiant ainsi « d'un acte, d'une vibration, d'un accouchement en douceur où chaque parole née d'un moment de déclic... », estimant que l'acte d'écriture est un moment d'inspiration spontanée qui peut surgir n'importe quand, : « Je veux susciter la réflexion, éveiller les consciences, je veux juste toucher l'intelligence et la sensibilité. Je ne me mets pas dans une posture de donneuse de leçons ». Leila Toubel indique également qu'elle ne serait dissocier l'artiste de la citoyenne.
Lors de la pandémie du coronavirus, Leila Toubel s'exprime au sujet de sa relation à la création théâtrale durant le confinement. Considérant l'acte de création comme un enfermement en soi, elle estime plutôt le confinement comme une source de réflexion sur la liberté et l'enfermement face au théâtre. Elle indique également réfléchir à introduire la mort, qui a distingué la plupart de ses textes (notamment dans The End), dans son prochain spectacle.

### Otages
La première a lieu le 11 février 2006. Leila Toubel écrit le texte tandis que la mise en scène est assurée par Ezzedine Gannoun. La pièce dépeint l'univers d'une prise d'otage à travers six personnages ainsi que leurs réflexions sur la violence, la peur et le courage.

### The End
Le texte de la pièce créée en 2009 est de Leila Toubel et la mise en scène d'Ezzedine Gannoun. Œuvre résolument tournée vers la mort, toute la pièce raconte comment Nejma, le personnage principal, se prépare à sa propre mort imminente,. C'est avec The End que Toubel signe son retour sur scène en tant que comédienne après dix ans d'absence.

### Monstranum's
Le 10 janvier 2013, la pièce Monstranum's est créée au théâtre El Hamra ; Leila Toubel en écrit le texte tandis que Ezzedine Gannoun en assure la mise en scène. Œuvre engagée, elle se situe dans un contexte post-révolutionnaire : la pièce raconte la révolution tunisienne et les années qui la suivent à travers des personnages personnifiés en monstres dont la seule obsession est de ne pas perdre les privilèges passés. Autour de ces cinq personnages (Ennems, Ellaba, Dilizar, Guitanou et Hloppa) aux traits divers (manipulateurs, complotistes, trafiquants et opportunistes), l'histoire en filigrane alterne entre passé obscur et avenir incertain. Dans son texte, Toubel pose les questions de l'attachement au pouvoir et du pardon ou de la pendaison pour les membres déchus de l'ancien régime, cette dernière problématique n'obtenant pas de réponse dans la pièce, Toubel laissant au spectateur sa libre interprétation,. Le texte est jugé « clair, incisif et réaliste » par la critique.

### Solwen
Le 17 janvier 2015, Leila Toubel donne la première de son monodrame Solwen produit par sa propre société de production, Resist'Art. Elle y trace les réalités politico-sociales de la Tunisie post-révolutionnaire et dénonce tout à la fois les figures de la troïka, le machisme et l'obscurantisme. Le 27 juillet, dans le cadre du Festival international de Carthage, elle interprète son monodrame dans la basilique de Saint-Cyprien puis, le 1er août, au Festival international d'Hammamet,.

### Hourya
Le 25 février 2017, Leila Toubel donne la première de Hourya (production Resist'Art), un spectacle musico-théâtral avec le pianiste franco-tunisien Mehdi Trabelsi. La pièce traite du terrorisme dans le monde et en Tunisie autour d'une histoire d'amour impossible,. Le 15 mai, Hourya est produit à l'Unesco à Paris (première fois qu'une pièce de théâtre tunisienne est donnée dans ce lieu,,). Hourya est également produit le 17 juillet au musée national de Carthage, dans le cadre du Festival international de Carthage puis, le 13 août, à l'occasion de la fête de la Femme sur la scène du Festival International d'Hammamet. Le 31 octobre, la pièce se produit dans la cinquième salle de la place des Arts dans le cadre du Festival du monde arabe de Montréal,,. Le 12 décembre, le spectacle se produit à l'espace El Teatro dans le cadre des Journées théâtrales de Carthage.

### Yakouta
Après Solwen et Hourya, Leila Toubel poursuit dans le genre du monodrame, mais cette fois-ci pour traiter de la condition des femmes à travers l'histoire d'une épouse séquestrée et violentée par son mari alors qu'elle souhaite retrouver la fille qu'elle a abandonnée,. Initialement prévue pour le Festival international de Carthage mais repoussée pour cause de la pandémie de Covid-19, la première a finalement lieu le 7 octobre 2021 à El Teatro. Le spectacle est ensuite produit à Genève, Paris, Bruxelles et Liège,,. Yakouta est primée dans le cadre du concours théâtral « Massrah Ensemble pour l'écriture théâtrale » parmi 510 textes.

### Ad Vitam
Ad Vitam marque le retour de Leila Toubel à une écriture pour plusieurs comédiens, après trois monodrames consécutifs. Présentée en janvier 2025 au Théâtre Le 4e Art à Tunis, Ad Vitam raconte l'histoire de Donia, une petite fille appelée par sa mère, la Terre, à rejoindre ses entrailles, plongeant son entourage dans une quête initiatique à travers un labyrinthe symbolique où se mêlent rêve, espoir et mélancolie,. La pièce est riche en métaphores et en images, proposant ainsi une fresque mêlant poésie, émotion et réflexion sur les rapports humains, interrogeant également le lien à la mémoire, à la nature et à la fragilité de l'existence. Ad Vitam continue d'affirmer un style engagé et poignant caractéristique de Toubel,.

### ProjetDream's Chebeb
En octobre 2018, Leila Toubel lance un projet artistique de soutien à la jeunesse tunisienne intitulé Dream's Chebeb, soutenu par la Fondation Doen, le ministère tunisien de la Culture et l'Agora de La Marsa. Ce projet initié par la société Resist'Art a pour but de soutenir la création théâtrale et ses métiers artistiques et techniques dans les 24 gouvernorats (un projet par gouvernorat) à travers cinq disciplines (théâtre, danse, vidéo, photographie et musique),. Dream's Chebeb a pour objectif de donner aux jeunes des moyens financiers afin de réaliser des projets artistiques, créer une dynamique de création dans les régions ainsi que de donner de l'espoir et de satisfaire le besoin d'accomplissement de soi,.
Le 18 décembre 2019, Leila Toubel annonce le lancement de la deuxième édition de Dream's Chebeb. Quinze projets portés par huit lauréates et sept lauréats sont retenus,. Toubel s'interroge plus tard sur la position des artistes : « Il faut profiter de cette crise pour se poser les bonnes questions [...] nous avons besoin de sentir que nous sommes des citoyens protégés et soutenus par l'État pour que nous puissions vivre et créer ».

### Interventions

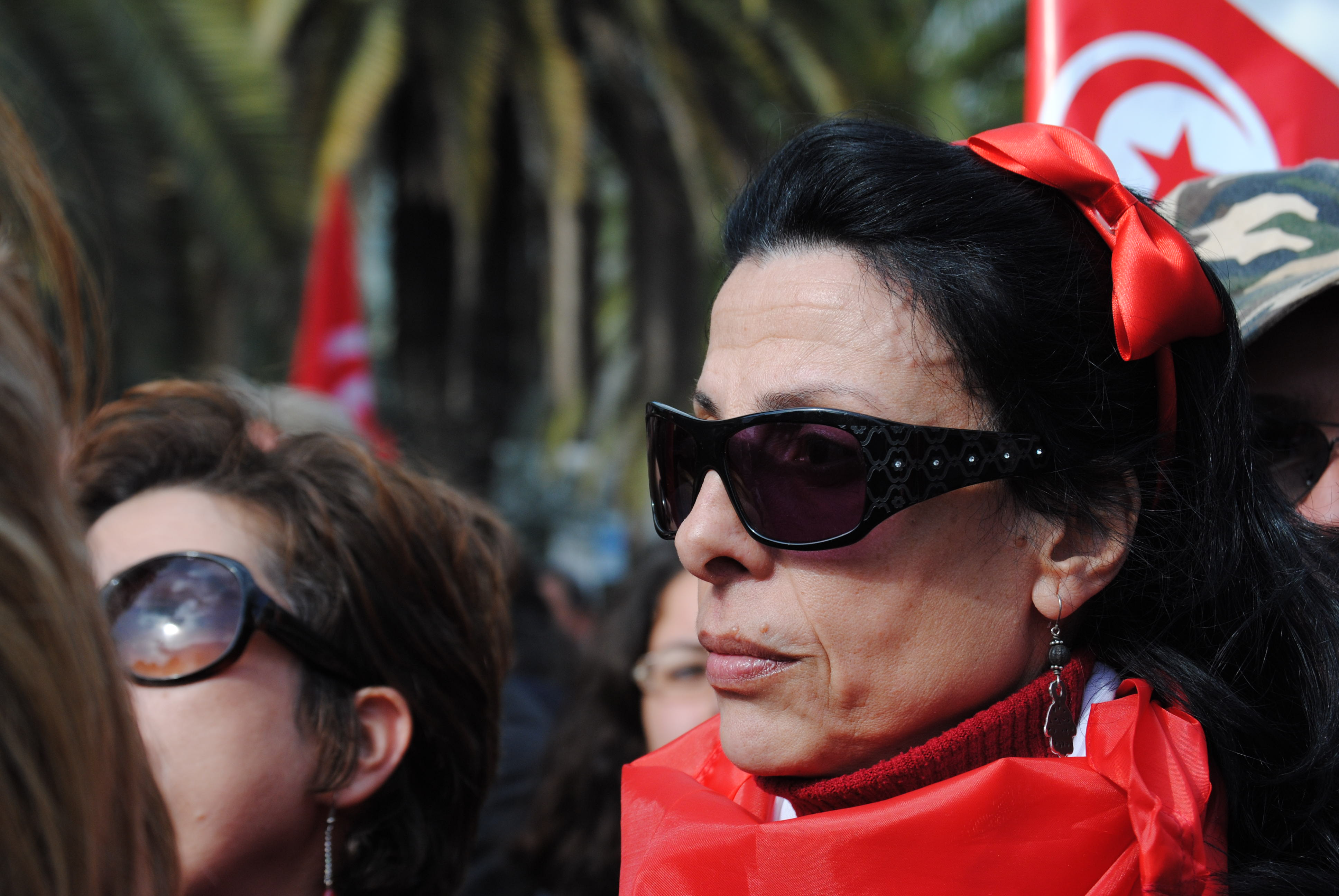
Leila Toubel dans une manifestation, le 28 janvier 2012.

Leila Toubel est membre du comité de l'Initiative pour la recherche de la vérité sur l'assassinat de Chokri Belaïd fondée en avril 2013 par Basma Khalfaoui après l'assassinat de son mari,,.
En octobre 2014, Leila Toubel porte plainte contre Bahri Jelassi en déposant une réclamation auprès de l'Instance supérieure indépendante pour les élections après avoir appris qu'elle parrainait ce dernier à son insu pour les élections présidentielles de 2014, et s'indigne : « Dans mon pays, des voyous sont candidats aux présidentielles... »,,.
En mai 2016, Leila Toubel écrit une lettre de soutien à la journaliste Néjiba Hamrouni, alors atteinte d'un cancer : « La femme que tu es [...] trouvera la force pour lutter contre l'impossible... Alors s'il te plaît, continue ton combat » lui écrit-elle. Lorsque Hamrouni meurt le 29 mai, Toubel lui rend hommage en ces termes : « Tu es partie... après avoir fait amplement, dignement, insolemment ta part pour ce pays. Je partirai, nous partirons, nous sommes les humains destinés depuis la naissance à ce grand départ, mais chère toi... Ta Tunisie, comme tu l'aimes restera éternelle... Au revoir ».
En août 2016, à la suite de la nomination de Youssef Chahed au poste de chef du gouvernement, Toubel lui adresse une lettre ouverte où elle s'exprime en ces termes : « Monsieur le Premier ministre, mon pays dort mais ne rêve plus [...] Alors ne jouez aucune carte, à part celle de la Tunisie ». À la suite de cette lettre, Chahed la sollicite pour une rencontre autour de sujets tels que la jeunesse et l'affaire Chokri Belaïd,,,,,,,.
En septembre 2017, Leila Toubel écrit une lettre ouverte au président de la République Béji Caïd Essebsi à la suite de son discours du 18 septembre. Elle fait part de son amertume et de sa déception et l'exhorte à ne pas se représenter aux élections présidentielles de 2019 : « Nous avons besoin de lumière, nous sommes fatigués de marcher dans l'incertitude et le brouillard »,.
Leila Toubel est signataire de la pétition de soutien au rapport de la Commission des libertés individuelles et de l'égalité remis au président de la République le 8 juin 2018.
Leila Toubel fait partie des signataires du manifeste des 180 pour l'égalité hommes-femmes dans le monde musulman, qui a pour but d'appuyer l'appel du président Béji Caïd Essebsi à œuvrer contre les inégalités envers les femmes. À travers ce manifeste, les signataires demandent au président de traduire rapidement dans la loi ses annonces tout en abolissant l'inégalité pour la femme dans l'héritage ainsi que l'interdiction pour la femme tunisienne de se marier avec un non-musulman.
En septembre 2018, Leila Toubel est signataire d'un appel international visant à soutenir l'action de Kamel Jendoubi, président du groupe d'experts des Nations unies chargé d'enquêter sur les atteintes aux droits de l'homme au Yémen, visé alors par diffamantes attaques.
À la suite de l'attaque terroriste à la bombe perpétrée le 29 octobre 2018 sur l'avenue Habib-Bourguiba à Tunis, peu avant les Journées cinématographiques de Carthage, Leila Toubel déclare : « Nous aimons la vie, les salles obscures, les images, les couleurs et les émotions qui dansent sur les écrans, le bruit des pas qui chantent l'amour à l'avenue Habib Bourguiba. Nous irons aux cinémas. Vive les JCC ! ».
Leila Toubel est signataire de l'appel collectif Maghrébins unis pour le soutien au peuple algérien du 29 mars 2019.
Le 10 septembre 2019, lors de l'élection présidentielle, Leila Toubel déplore l'ambiance générale de cette dernière et dénonce une machine à fabriquer des présidents, en référence au candidat Abdelkrim Zbidi : « Quand la machine fabrique des présidents, elle fabrique des petits dictateurs » Le 17 septembre, elle déclare qu'elle pourrait « même voter pour le diable s'il était opposé à Nabil Karoui », critiquant également les intentions, selon elle manipulatrice, de la chaîne de télévision privée El Hiwar El Tounsi en faveur des candidats Karoui et Zbidi. Concernant le candidat Kaïs Saïed, elle indique que « celui qui n'a pas été propulsé par une machine, ne peut être chuté une machine ». Le 10 octobre, elle annonce soutenir le candidat Saïed pour le second tour de l'élection,. Le 13 octobre, qualifiée pour ce soutien de « daechienne », elle répond aux critiques et insultes qui lui sont adressés : « Eux, ils ont un Dieu et vous, vous avez plusieurs dieux. À chaque fois vous en choisissez un, quand il échoue vous en choisissez un autre et rebelote : vous vous acharnez, vous attaquez les gens, les insultez hystériquement en pensant détenir la vérité ». Le 23 septembre, Leila Toubel répond à Fadhel Abdelkefi à la suite d'une interview sur la chaîne El Hiwar El Tounsi où il compare Nabil Karoui à l'abbé Pierre : « Comparer Nabil Karoui à l'Abbé Pierre est une insulte à toute l'histoire de la résistance des gens honnêtes ».
Le 27 mars 2020, à l'occasion de la Journée mondiale du théâtre et en pleine pandémie du coronavirus, Leila Toubel rend hommage à toutes les personnes qui font le monde du théâtre. Restant sur une note d'espoir, elle s'exprime en ces termes : « Quand le Corona se lassera de faucher des vies, de ces grandes villes muettes, [...] nous rallumerons tous les projecteurs [...] et nous repartirons vers les coulisses sous les applaudissements ».
Le 9 avril, à la suite de la décision du ministère de la Culture d'autoriser la reprise des tournages pour les séries ramadanesques, Leila Toubel s'indigne, jugeant la décision irresponsable et craignant pour la santé des professionnels du secteur, et demande son annulation. Elle s'exprime en ces termes : « Tous les arguments invoqués pour justifier cette décision irresponsable sont insensés et infondés, parce que le coronavirus […] n'a pas le temps de regarder les feuilletons : il se propage, se transmet et tue sans regarder les visages et sans même savoir dans quel pays il est »,. Dans ce contexte, Leila Toubel est signataire de l'appel demandant la libération des prisonniers du Hirak,,.
Le 7 août, si Leila Toubel juge abjecte les propos de Lotfi Abdelli au sujet d'Abir Moussi, elle met en garde face aux volontés de censure, rappelant les méthodes de la présidence de Zine el-Abidine Ben Ali en référence aux relations de Moussi avec son parti, le Rassemblement constitutionnel démocratique. Elle préfère appeler au boycott et à la justice concernant les propos de l'humoriste,.
Le 3 novembre, à la suite de l'attentat de la basilique Notre-Dame de Nice, Leila Toubel répond à un appel de la société civile condamnant cette attaque terroriste, et prônant à la place la tolérance, la fraternité et l'amitié franco-tunisienne,. Le 19 novembre, à la suite du meurtre du jeune Azaïez, un boulanger de 23 ans assassiné alors qu'il prenait la défense d'une femme enceinte agressée, Leila Toubel appelle à un hommage national, saluant le sens de son sacrifice en se rappelant les revendications de la jeunesse de la révolution,. Le 22 novembre, elle s'indigne de la présence d'Abir Moussi à une conférence de presse des syndicats des arts, mettant en garde contre ce qu'elle juge être une attitude de récupération politique d'une « héritière » de l'ancien régime. S'ensuit une campagne de dénigrement à son encontre, lui reprochant de défendre les islamistes,,, ce à quoi elle répond : « Je veux prendre pour témoins toutes les personnes qui connaissent mon engagement depuis [...] 30 ans pour la liberté et la dignité [...] Je me passe de toute réponse, je veux juste que vous soyez les témoins de comment les fans de l'intouchable essayent de dénigrer l'artiste et la femme que je suis juste parce que j'ai dit ce que je pense et c'est ce que je continuerai à faire couverte ou à moitié nue ».

## Œuvre

### Texte
- 1998-1999 : Je laisse une trace[115]
- 2006-2007 : Otages (رهائن)[115], mise en scène d'Ezzedine Gannoun
- 2009-2010 : The End (آخر ساعة)[116],[115], mise en scène d'Ezzedine Gannoun
- 2012-2014 : Monstranum's[117],[115] (غيلان), mise en scène d'Ezzedine Gannoun
- 2015-2016 : Solwen (سُلْوَانْ)[118]
- 2016-2017 : Hourya (حورية)[119]
- 2021 : Yakouta (ياقوتة)[120]
- 2023 : Le Serment des Chemins (وعد الثنايا)[121],[122],[123]
- 2025 : Ad Vitam (كيما اليوم)[124]

### Mise en scène
- 1994 : Histoires de femmes[115]
- 1999 : Je laisse une trace[115]
- 2015-2016 : Solwen (سُلْوَانْ)[118]
- 2016-2017 : Hourya (حورية)[119]
- 2021 : Yakouta (ياقوتة)[120]
- 2025 : Ad Vitam (كيما اليوم)[58],[124],[61],[57]

### Interprétation
- 1991-1992 : Gamra Tah[115], mise en scène d'Ezzedine Gannoun
- 1993-1994 : L'Ascenseur[115], mise en scène d'Ezzedine Gannoun
- 1996-1997 : Tyour Ellil (طيور اللّيل)[115], mise en scène d'Ezzedine Gannoun
- 1998-1999 : Les Feuilles mortes[115], mise en scène d'Ezzedine Gannoun
- 2000 : Khmissa[115]
- 2000 : Nwassi (نواصي)[115], mise en scène d'Ezzedine Gannoun
- 2009 : The End (آخر ساعة), mise en scène d'Ezzedine Gannoun[116]
- 2015-2016 : Solwen (سُلْوَانْ)[118]
- 2016-2017 : Hourya (حورية)[119]
- 2021 : Yakouta (ياقوتة)[120]

## Prix et décorations
- 1999 : Prix de la meilleure actrice au Festival international de théâtre expérimental du Caire[115]
- 2000 : Prix de la critique d'interprétation féminine au Festival international de théâtre expérimental du Caire[115]
- 2001 : Prix d'interprétation féminine au Festival international du court métrage de Tunis[115]
- 2010 : Scène d'or du meilleur texte à la Nuit du théâtre tunisien[115]
- 2015 :  Chevalier de l'Ordre de la République tunisienne[125],[115],[126]
- 2021 : Yakouta primée dans le concours « Massrah Ensemble pour l'écriture théâtrale »[127]
- 2023 : Finaliste du prix international de théâtre Gilder/Coigney[128],[129],[130]

## Engagement associatif
- Membre du comité et marraine de l'association Nourane pour la lutte contre les maladies cancéreuses[131],[132],[133]